# Gerrardinaceae
Gerrardina là một chi của 2 loài cây bụi bò lan sinh sống ở đông và nam châu Phi. Trước đây nó được xếp trong tông Homalieae của họ Mùng quân (Flacourtiaceae) với phần lớn các chi và loài hiện xếp trong họ Salicaceae s.l. (bộ Malpighiales). Vị trí của nó hiện nay là trong họ đơn chi có danh pháp Gerrardiaceae. Vị trí ở cấp bộ là có vấn đề, do chưa thể xác định rõ vị trí của nó trong mối quan hệ với các bộ như Brassicales, Huerteales, Malvales và Sapindales, nhưng hiện tại nó được APG III xếp trong bộ Huerteales.